# 後藤房之助
後藤 房之助（ごとう ふさのすけ、1879年〈明治12年〉11月14日 - 1924年〈大正13年〉7月31日）は、宮城県栗原郡姫松村（現・栗原市）出身の政治家。
八甲田雪中行軍遭難事件での生存者の一人で、帰郷後に村会議員を務めた。

## 経歴
後藤房之助は小作の五男（三男とも言われる）として生まれた。
1899年（明治32年）12月に陸軍に徴集される。1902年（明治35年）1月、歩兵第5連隊の伍長として八甲田山の雪中行軍に加わる。1月23日に雪中行軍隊が出発したが、遭難した結果数日のうちに大半の兵士が凍死するという惨事となった。
ほとんどの兵士は倒れるか道を誤り、総指揮官の神成文吉歩兵大尉と2人だけの行軍となった。神成が倒れた後は、大尉の命を受け前後不覚となりながらも単身で行軍を続けていた。1月27日午前10時ごろ、青森県青森市大滝平付近で凍死寸前のところを救助隊に発見され、行軍隊の遭難事故が発覚した。発見時の情況については諸説あるが、「遭難始末」では仮死状態で佇立しているところに救命措置を施され、11分後に蘇生したとされている。また、そこから西方約100メートルの場所では凍死した神成大尉が発見されている。
行軍隊の栗原郡出身者は18名いたが、他の17名は全員死亡した。なお、宮城県出身者は48名で、田代元湯で発見された村松文哉伍長と後藤を除く46名が死亡している。
後藤は同年9月に帰郷。結婚し子供ももうけた。1906年（明治39年）7月23日、八甲田山で行われた自身の銅像の除幕式に出席したが、本人は照れくさかった模様である。
事故後、後藤は両手両足を切断したが、乗馬を嗜み、酒も飲んだという。のちに栗原郡姫松村の村会議員を2期務め、村政に携わった。1924年（大正13年）、来客と酒を酌み交わしている最中に脳溢血で死去。墓所は姫松にあり、遺骨の一部は遭難事故の犠牲者が眠る幸畑陸軍墓地にも祀られている。
子息の一人である後藤信一は、日本陸軍に召集されインパール作戦に参加し、2023年5月に当時の宮城県内男性の最高齢である109歳で死去した。

## 後藤房之助伍長の像

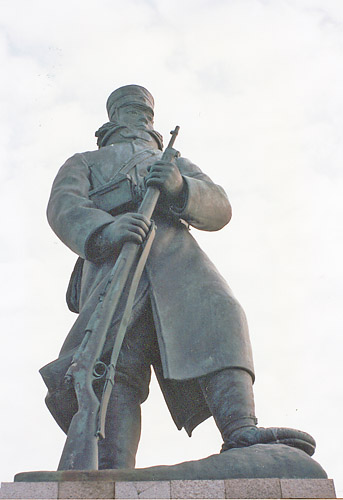
後藤房之助伍長の像（像の部分の拡大）

八甲田山中の馬立場にある遭難事件の記念像（高さ7m）は、発見時の後藤房之助をモデルにしたもので、「後藤房之助伍長の像」「雪中行軍遭難記念像」とも呼ばれる。この銅像が建つ場所は行軍2日目と3日目の露営地の間にあたり、後藤の発見地ではない（本人が発見された位置には標識が立てられている）。
この銅像は当時の陸軍大臣、寺内正毅や、当時の参謀総長大山巌の呼びかけによって集まった全国の将校からの寄付をもとに、靖国神社の大村益次郎像を制作した大熊氏廣によって制作されたもので、上述の通り除幕式には本人も出席した。鋳造は東京砲兵工廠が行った。太平洋戦争の際には金属回収によって多くの銅像が撤去されたが、この銅像は供出されずに現在に至っている。1999年（平成11年）2月22日に、青森市の有形文化財に指定された。文化財としての登録名称は「歩兵第五連隊第二大隊遭難記念碑（八甲田山雪中行軍遭難後藤伍長銅像）」。

## 演じた俳優
- 新克利 - 映画『八甲田山』（1977年、仮名の「江藤伍長」として登場）
- 森谷勇太 - 映画『ドキュメンタリー八甲田山』（2014年、実名で登場）